# Stanislaus Stückgold

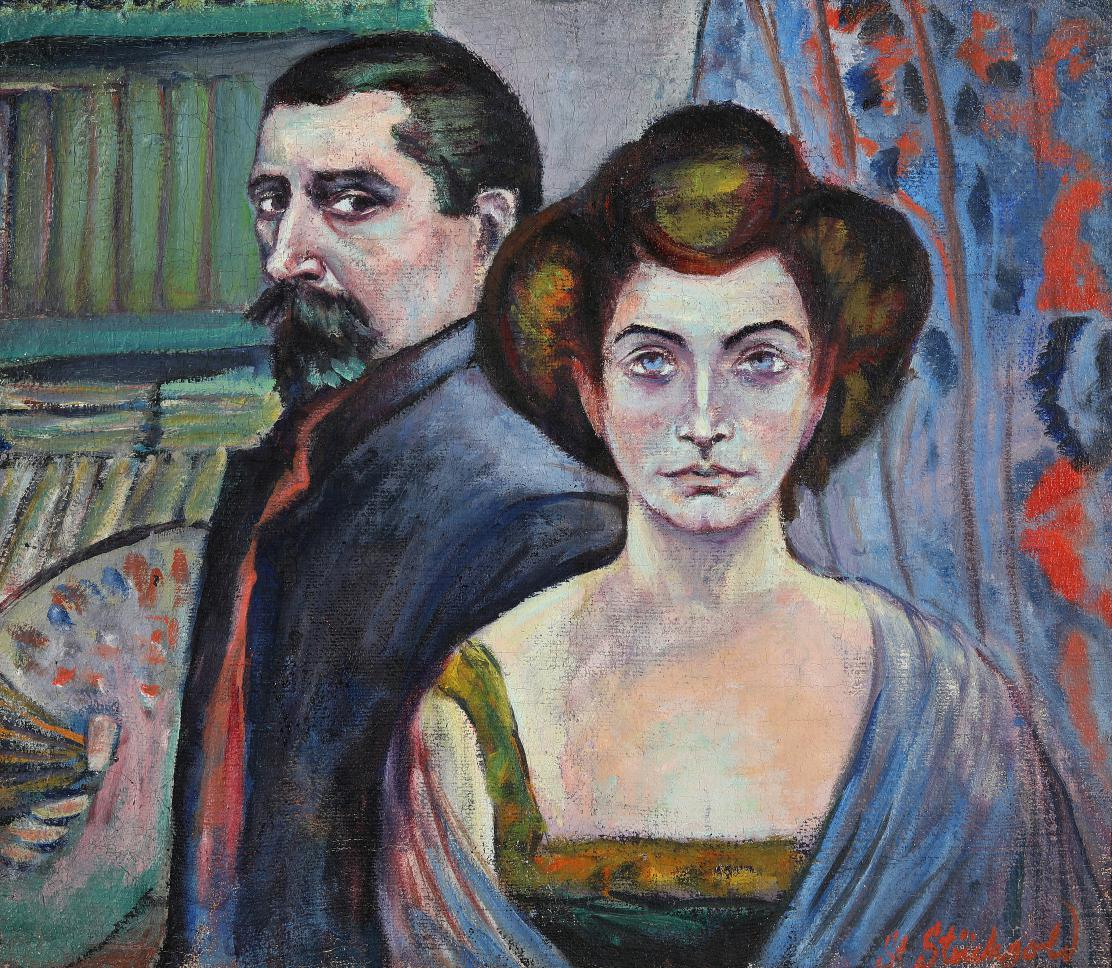
Selbstbildnis mit Gattin (um 1910)

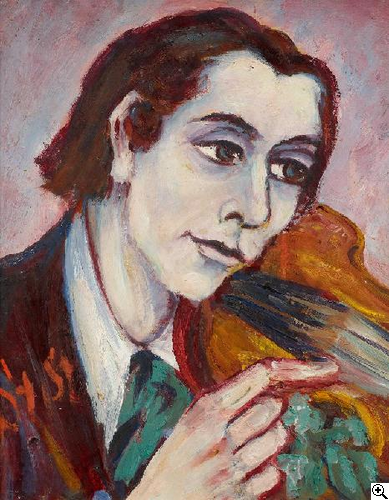
Mann mit Geige (ohne Jahr)

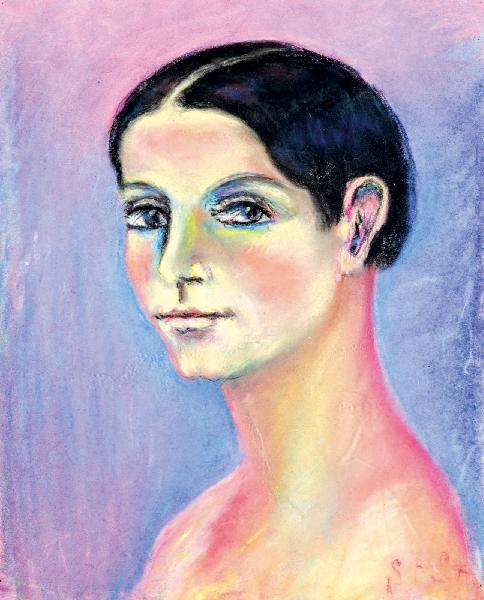
Porträt von Elisabeth Veress-Stückgold

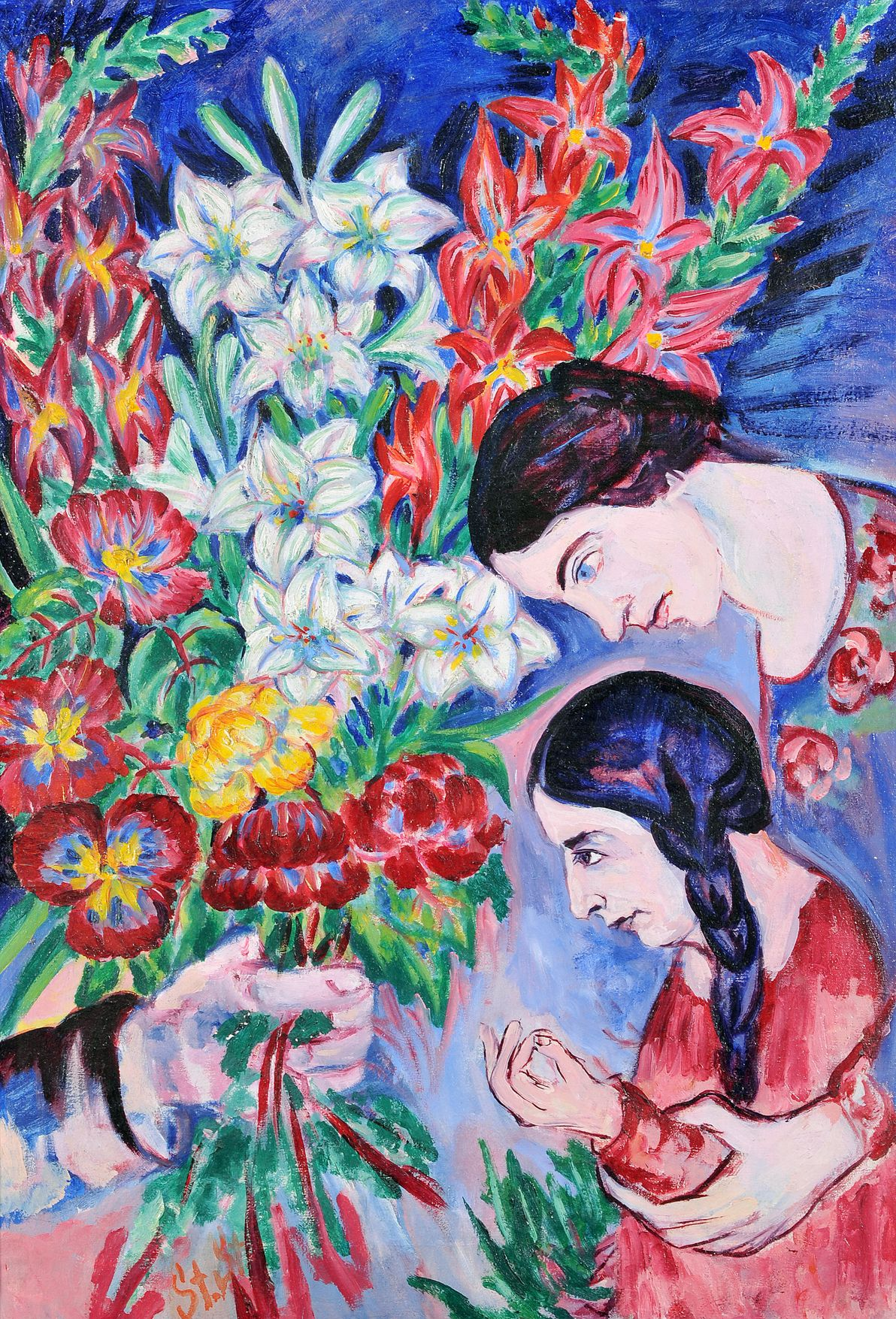
Elisabeth und Felicitas (1910)

Stanislaus Stückgold (auch Stanisław, Stanislas, geboren 18. Mai 1868 in Warschau, Russisches Kaiserreich; gestorben 9. Januar 1933 in Paris) war ein polnisch-deutsch-französischer Maler.

## Leben
Stückgold stammte aus einer jüdischen Kaufmannsfamilie in Warschau. Er studierte zunächst am Warschauer Polytechnikum und im Anschluss daran Chemie und Philosophie in Zürich und der Sorbonne in Paris. Nach seinem Wehrdienst in der russischen Armee war er als Assistent an einem staatlichen chemischen Laboratorium in Berlin und in Düsseldorf tätig. In Warschau wurde er Betriebsleiter einer Chemiefabrik. Er gründete ein freies technisches Büro und verzeichnete Patente in der Textilindustrie und in der Kesselfeuerung. Er war in London bei Eisenbahn- und Dampfschiffunternehmungen tätig sowie in Polen im Kohlebergbau.
1905/06 unterstützte Stückgold auf sozialistischer, nationalpolnischer und jüdischer Seite die Revolution in Polen (Bewegung der Freiheit gegen Russland). Er wurde mehrfach verhaftet und in Moskau und Petersburg inhaftiert. Nach Niederschlagung der Revolution gab er seine Tätigkeit als Ingenieur auf und begann ein Kunststudium in Warschau. Um einer Verschleppung nach Sibirien vorzukommen, floh er 1907 aus Polen nach München. Dort besuchte er die Malschule des Ungarn Simon Hollósy und im Sommer 1908 Hollósys Malerkolonie in Nagybánya, in Ungarn. In Nagybánya lernte er seine spätere Frau Elisabeth Veress kennen, mit der er ein schwerbehindertes Kind hatte.
Im Oktober 1908 zog Stückgold nach Paris und wurde Schüler von Henri Matisse. Er und seine Frau lebten seit Mitte Dezember in einem Wohnatelier in der Rue Notre-Dame-des-Champs. In dieser Zeit lernte er Henri Rousseau kennen, der in der nahegelegenen Rue Perrel wohnte. Im März 1909 stelle Stückgold erstmals im Salon des Indépendants aus.
1913 siedelten Stückgold und seine Frau nach München über und befreundeten sich mit Albert Steffen und anderen Anhängern der Anthroposophie und er trat in die Anthroposophische Gesellschaft ein. Marianne Werefkin vermittelte ihm bei Hans Goltz in München eine Ausstellung, und Herwarth Walden lud ihn zum Ersten Deutschen Herbstsalon nach Berlin ein. August Macke und Franz Marc hängten dort das auch im Katalog abgebildete Porträt der kleinen Judith Wolfskehl (Judith Köllhofer-Wolfskehl [1901–1983], Tochter von Karl Wolfskehl), sowie Stilleben in Blau und Ein Toilettentisch auf.
Stückgold eröffnete in München eine Malschule, die er bis 1921 führte. 1920 trennte sich das Ehepaar, Elisabeth zog mit Steffen nach Dornach zu Rudolf Steiner, und er war ab 1923 wieder in Paris, wo er bis 1926 nochmals eine Malschule führte. Nach seinem Tod zeigte André Salmon eine Retrospektive in der Galerie Bernheim-Jeune.
Stückgold malte in leuchtenden Farben Landschaften, Stillleben und die „Tierkreisbilder“. Seine Porträts zeigen u. a. Martin Buber, Oskar Cohn Margot und Albert Einstein, Else Lasker-Schüler und Albert Steffen.

## Ausstellungen (Auswahl)
- 1913, Hans Goltz München[7]
- 1917, Hans Goltz München[8]
- 1929, Fünfzig Gemälde sowie Graphik in Berlin[6]
- Exposition rétrospective d'oeuvres de Stanislas Stückgold (1868 - 1933) : du 14 octobre au 27 octobre 1933. Galerie Bernheim-Jeune, Paris. Paris: Moderne impr., 1933.
- André Salmon: Stanislas Stückgold, 1868-1933. Les Gémeaux, Paris 1954.
- Stanislas Stückgold: 1868–1933: Städtisches Museum Wiesbaden; Städt. Kunstsammlungen Bonn; Städtische Galerie München, 1958–59. Wiesbaden, 1958.
- Stückgold : Ausstellung. Galerie Münsterberg, Basel 1969. Einführung zum Katalog von Clemens Weiler.
- Stanislas Stückgold: 1868–1933: Von der Thora zu Rudolf Steiner; 71 Gemälde aus dem Nachlass; Galerie Opper; Kronberg im Taunus, 2019